# تپه قلعه پاچه ۲
تپه قلعه پاچه ۲ در شهرستان الیگودرز، بخش ذلقی دهستان پیشکوه ذلقی، ۳۵۰ متری غرب روستای قلعه پاچه واقع شده این روستا مرکز حکومت ایل ذلقی بختیاری در زمان غلام حسین خان تاجمیری یکی از پیشرفته ترین روستاهای ایران در۱۵۰ سال پیش بوده استو این اثر در تاریخ ۱۸ اسفند ۱۳۸۷ با شمارهٔ ثبت ۲۵۲۷۷ به‌عنوان یکی از آثار ملی ایران به ثبت رسیده است.